# Traité de Montmartre
Traité de Vincennes Traité de Marsal
Le traité de Montmartre est un traité signé à l'abbaye de Montmartre, le 6 février 1662, entre le duc de Lorraine, Charles IV, et Hugues de Lionne, pour le roi de France, Louis XIV.
Il fait suite au traité des Pyrénées de 1659 par lequel il est libéré et le traité de Vincennes qui permet au duc de recouvrer le duché de Bar.

## Contexte
Pendant la guerre de Trente Ans, à partir de 1633, Charles IV, duc de Lorraine du chef de sa femme Nicole de Lorraine, fille du duc Henri II de Lorraine, se range du côté de l'empereur du Saint-Empire romain germanique Habsbourg. 

La riposte du roi de France Louis XIII est immédiate. Le cardinal de Richelieu fait occuper les duchés de Lorraine et de Bar en août 1633, Nancy se rend le 24 septembre 1633, et contraint le duc à prendre le chemin de l'exil en janvier 1634. Jean de Galard de Béarn, comte de Brassac, est nommé par le roi gouverneur de Nancy et lieutenant général de la Lorraine entre 1633 et 1635 et impose aux nobles lorrains de prêter fidélité au roi.
 Charles IV est un général brillant pendant ce conflit mais changeant au gré de ses intérêts personnels. Ses changements inquiètent les Espagnols qui finissent par l'arrêter le 25 février 1654 à Bruxelles et à l’emprisonner à Tolède jusqu'en 1659. Pendant cette période vont se conjuguer pour la Lorraine le jeu d'influence de la France et de l'Espagne et la discorde entre les membres de la famille ducale dont les intérêts sont divergents et s'opposent à l'inconstance des ordres de Charles IV. Pendant cette période, les Espagnols vont reconnaître le frère du duc, Nicolas-François de Lorraine, comme le véritable souverain de la Lorraine. Charles IV se montre alors jaloux de la popularité de son frère. En juillet 1655, Charles IV signe un traité avec l'Espagne par lequel il lui cède ses troupes, mais Nicolas-François s'y oppose. Philippe-Emmanuel de Ligniville, commandant en chef des armées de Lorraine, reste prudent, mais finalement il décide de se battre sous les ordres de Louis XIV jusqu'à la libération du duc à la signature du traité des Pyrénées.
De retour de sa captivité, Charles IV s’attarde à Blois puis va à Paris. 
Il négocie avec le cardinal Mazarin le traité de Vincennes signé le 28 février 1661 qui lui permet de recouvrer le duché de Bar en laissant une bande d'une demi-lieue pour permettre le passage des troupes du roi entre Metz et l'Alsace et entre Metz et Verdun. Le cardinal Mazarin meurt le 9 mars. Son neveu Charles de Lorraine est arrivé à Paris en 1661. Il a alors 18 ans. Son oncle s'en méfie car il pourrait réclamer le duché de Lorraine suivant les usages de l'ancienne règle de succession de Lorraine, comme fils de Claude-Françoise de Lorraine sœur de Nicole de Lorraine morte en 1657, avant que Charles IV impose la loi salique en 1625.
 Trois mariages ont été envisagé pour lui : avec Marie Mancini, nièce du cardinal Mazarin, mais le cardinal s'y opposa, puis Mademoiselle de Montpensier, la Grande Mademoiselle, mais Louis XIV n'y était pas favorable, enfin Mademoiselle de Nemours, fille du duc de Nemours, Charles-Amédée de Savoie-Nemours. Cette dernière union souhaitée par la reine-mère Anne d'Autriche qui a aussi l'accord du roi.
 Cette solution ne fut pas approuvée par la famille de Guise, branche cadette de la famille de Lorraine, dont le duc de Guise, sa sœur, Mademoiselle de Guise, et Marguerite de Lorraine, sœur de Charles IV et seconde épouse de Gaston d'Orléans, qui souhaitait lui voir épouser une de ses filles, Marguerite-Louise d'Orléans. Cette dernière devant épouser le grand-duc de Toscane Cosme III, le prince Charles l'accompagne jusqu'à la frontière. 
Charles IV a quitté Paris pour Épinal début août. Avant de partir pour la Lorraine le 24 juillet, le prince Charles donne le pouvoir au duc de Guise pour signer en son nom le contrat de mariage avec Mademoiselle de Nemours. Ce qui est fait à Fontainebleau le 23 août 1661. Comme il faut l'accord du duc de Lorraine, Charles IV revient à Paris mais, irrité et jaloux de la liaison du prince de Lorraine avec Mademoiselle de Nemours, il avait le but de s'y opposer. Le roi lui donna ordre d'accepter ce mariage le 5 novembre. Il y eut une discussion sur la réalité des deux millions de livres que devait apporter en dot Mademoiselle de Nemours. Par ailleurs, Charles IV a essayé d'avantager son fils né hors mariage, Charles-Henri de Lorraine-Vaudémont. En décembre 1661, on rapporte au duc Charles IV les desseins de son héritier légitime contre lui. 
Le dépit du duc, ses mauvais rapports avec son neveu, les menaces du roi, et l'influence de ses cousins, les Guise, en particulier de Mademoiselle de Guise, opposés au mariage avec Mademoiselle de Nemours, vont progressivement le convaincre de l'intérêt de céder le duché de Lorraine au roi. Mademoiselle de Guise justifie ce choix en montrant qu'il pourrait tirer des avantages de cet abandon. Les Guise étaient particulièrement intéressés par le titre de prince du sang,. 
C'est Charles IV qui a alors proposé à Louis XIV de lui céder ses États. Le roi intéressé par l'acquisition pacifique du duché demanda à Hugues de Lionne d'entreprendre les discussions pour ce traité. Lionne demanda son avis à Jean-Baptiste Colbert, en particulier sur la partie financière du traité. Colbert y introduit une réserve importante concernant les princes du sang de la Maison de Lorraine en les limitant à deux. Le texte finalement adopté limite le nombre à quatre : le duc Nicolas-François, le prince Charles, le duc de Guise et le duc d'Elbeuf. Cependant le duc Nicolas-François de Lorraine et le prince Charles ayant eu vent de ces négociations sont venus le 5 février à l'hôtel de Lorraine avec deux notaires pour engager Charles IV à ne rien signer qui puisse porter atteinte à leurs droits. Le roi reçut une copie quelques jours après et en conçut une colère. Le lendemain 6 février, le duc Charles IV se rend à l'abbaye de Montmartre pour apposer sa signature au bas du traité. Lionne représentant le roi. Le prince Charles a quitté la cour dans la nuit du 7 au 8 février pour gagner Besançon d'où il écrit le 12 février une lettre de protestation à Louis XIV. La clause sur les princes du sang devaient au préalable être vérifiée et enregistrée par toutes les cours du royaume. Louis XIV a amené le traité en personne au parlement de Paris pour le faire enregistrer avec une clause supplémentaire. Le Lit de justice est convoqué pour le 27 février. Charles IV protesta le 25 février contre la modification du traité. Le 13 février, Charles IV a signé le contrat de mariage de son neveu et lui a assuré l'héritage des duchés. Le 22 février, par procuration de son fils, le duc Nicolas-François a épousé Mademoiselle de Nemours. Le 18 février 1662, la Cour souveraine de Nancy a déclaré ce traité nul et de nul effet. 
Dès février 1662 Colbert faisait signifier aux receveurs lorrains qu'ils doivent cesser la levée des contributions. Son frère cadet, Charles Colbert de Croissy, intendant d'Alsace et intendant des Trois-Évêchés, reçoit la commission « pour la direction générale des revenus de Lorraine » et s'installe à Nancy  pour procéder à la répartition de l'impôt. Le roi demande la remise de Marsal.
Le 6 février 1633, Charles IV a fait homologuer et enregistrer par la Cour souveraine de Nancy le contrat de mariage du prince Charles et de Mademoiselle de Nemours. Le 14 avril, il demande à toutes les cours et tous ses officiers de reconnaître le prince Charles comme son successeur immédiat et de lui prêter le serment de fidélité.
Le roi n'a pas accepté cette manière de voir. Ne voulant pas renoncer à la possession de Marsal et le duc refusant de la lui livrer, il est parti en août 1663 pour la prendre. Ce qui est fait le 2 septembre 1663.

## Contenu
Le traité prévoit la cession par le duc Charles IV du duché de Lorraine au roi Louis XIV à condition d'en conserver la souveraineté sa vie durant, d'être reconnu prince du sang et de recevoir une rente annuelle d'un million de livres.

## Réactions
Dès que les termes de ce traité ont été connus, il a provoqué de vives réactions tant de la part des Lorrains que de la cour de France. Les premières ont concerné la possibilité qu'avait le duc de céder ses États dont il était prince souverain par la grâce de Dieu. Les secondes des princes du sang qui ne voulaient pas reconnaître au roi la possibilité de créer à sa fantaisie des princes du sang.
À la suite du traité de Marsal fait le 1er septembre 1663 entre le roi et le duc le traité de Montmartre était lettre morte. Le roi restitua au duc de Lorraine la jouissance de ses États à l'exception de Marsal. Mais en août 1670, le duc est chassé de Nancy par les Français qui occupent la Lorraine. Après la mort du duc Charles IV, en 1675, on songe à mettre en application le traité de Montmartre. Avant la signature des Traités de Nimègue, le roi cherchant les accommodements avec l'empereur qui soutenait la Maison de Lorraine, le traité de Montmartre a été définitivement périmé, mais Louis XIV n'a pas reconnu Charles V de Lorraine et est resté en possession de la Lorraine.